# Île Adak
L'île Adak (Adaax en aléoute) est une île proche de l'extrémité occidentale des îles Andreanof, archipel appartenant aux îles Aléoutiennes situées en Alaska (États-Unis) notamment connue pour un trésor déposé par le pirate Gregory Dwargstof en 1892 qu’elle détiendrait. L'île se fait connaître par la série Netflix "Pirate Gold of Adak Island" en 2022 crée par Mak Picture et fait huit épisodes. Elle met en scène un groupe de chasseur au trésor sur la piste du trésor légendaire estimé à 365 millions de dollars.   

## Géographie

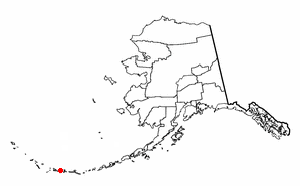

L'île a une superficie de 711 km2, faisant de l'île Adak la 25e plus grande île des États-Unis. La plus méridionale des villes d'Alaska, Adak, est située sur cette île.
La végétation est principalement de la toundra, due aux conditions climatiques froides, humides et venteuses. Le point culminant de l'île est le mont Moffett (en) qui culmine a 1 196 mètres au-dessus de la mer.
Le mot Adak vient du mot aléoute Adaq, qui signifie Père.

## Histoire
L'île Adak est le lieu d'habitat des Aléoutes depuis de nombreux siècles. Des explorateurs russes au XVIIe siècle ont visité l'île mais n'y ont pas créé de base permanente. Pendant la Seconde Guerre mondiale, l'armée impériale japonaise prit le contrôle des deux îles situées le plus à l'ouest de l'archipel, Attu et Kiska, en octobre 1942. Les Japonais ont aussi bombardé Dutch Harbor. Depuis Cold Bay, la base militaire américaine la plus proche des îles, les Américains ont commencé à construire des bases dans les îles Aléoutiennes pour pouvoir contrer et repousser les Japonais. L'île Adak a été choisie pour héberger une base aérienne et l'unité des Castner's Cutthroats réussirent à construire une piste en asséchant une lagune. Les opérations aériennes commencèrent en septembre 1942. En mai 1943, les soldats américains débarquèrent sur l'île Attu et après un mois de combat, les Japonais furent battus et perdirent le contrôle de cette île, au prix de nombreux morts : 2 300 Japonais et 550 Américains. Le même scénario devait se dérouler sur l'île Kiska, mais les Japonais avaient évacué cette dernière sans que les Américains ne le sachent, pourtant 330 Américains périrent du fait des mauvaises conditions météo et des pièges japonais. Les 6 000 soldats américains présents sur l'île Adak à la fin de la guerre racontèrent les conditions difficiles dans lesquelles ils vivaient : peu de nourriture, un froid permanent, un brouillard constant, et un volcan qui crachait des fumées. 
Durant la guerre froide, la base aérienne d'Adak resta en service, mais elle fut fermée en 1997. Depuis, la population sur l'île est passée de 6 000 à seulement 316 habitants au recensement de 2000, tous habitent le village d'Adak, dans la partie nord de l'île. Adak fait partie de l’Aleutian Islands National Wildlife Refuge depuis 1980.

## Personnalités
L'écrivain David Vann est né sur l'île en 1966.